# Frank A. Jenssen
Frank Adolf Jenssen (21. ledna 1952 Kjøpsvik – 9. června 2017) byl norský novinář, fotograf, spisovatel a hudebník.
Narodil se v Kjøpsviku. V roce 1981 vydal svůj literární románový debut Saltbingen, za nějž získal ocenění Tarjei Vesaas' debutantpris. V roce 2004 vydal román Lengselens år. Zemřel 9. června 2017 ve věku 65 let.